# Helsinki
Helsinki (en finés: Helsinki [ˈhɛlsiŋki]ⓘ; en sueco: Helsingfors [hɛlsɪŋˈfɔrs]ⓘ) es la capital y la ciudad más grande de la República de Finlandia. Está situada en la costa sur del país, a la orilla del golfo de Finlandia. Forma parte de la región de Uusimaa. 
Las influencias del este y el oeste se encuentran presentes en la vida diaria de Helsinki. La arquitectura, la gastronomía, el diseño, las costumbres y hasta el argot local de las calles atestiguan un pasado bajo dominio ruso y sueco.
Situada junto al mar Báltico, la línea de costa de Helsinki se extiende unos 100 kilómetros, y acoge 300 islas frente al continente. 665 281 personas viven en la propia ciudad de Helsinki (enero de 2020) y el área metropolitana (municipios de Helsinki, Espoo, Vantaa y Kauniainen) tiene una población un millón de habitantes en total. Incluyendo otros municipios cercanos, la población es de alrededor de 1,4 millones de personas. Uno de cada cuatro finlandeses vive en Helsinki.
Helsinki es el mayor centro político, educativo, financiero, cultural y de investigación, así como una de las ciudades más importantes del norte de Europa. Aproximadamente el 70 % de las empresas extranjeras que operan en Finlandia se han establecido en la región de Helsinki.
Helsinki se eligió Capital Mundial del Diseño para el año 2012, sede de los Juegos Olímpicos en 1952 y del 52.º Festival de Eurovisión en 2007. A Helsinki se la conoce a nivel mundial por su gran diseño, que se refleja en sus calles, comercios y edificios, formando parte de la red de ciudades creativas por la Unesco desde 2014.
En la edición de agosto de 2012, el estudio del Economist Intelligence Unit la colocó en octavo lugar en el ranking general de las mejores ciudades para vivir a nivel mundial. En 2011, la revista Monocle estableció a la ciudad de Helsinki como la mejor ciudad para vivir y desarrollarse en el mundo entero.

## Nombres y etimología

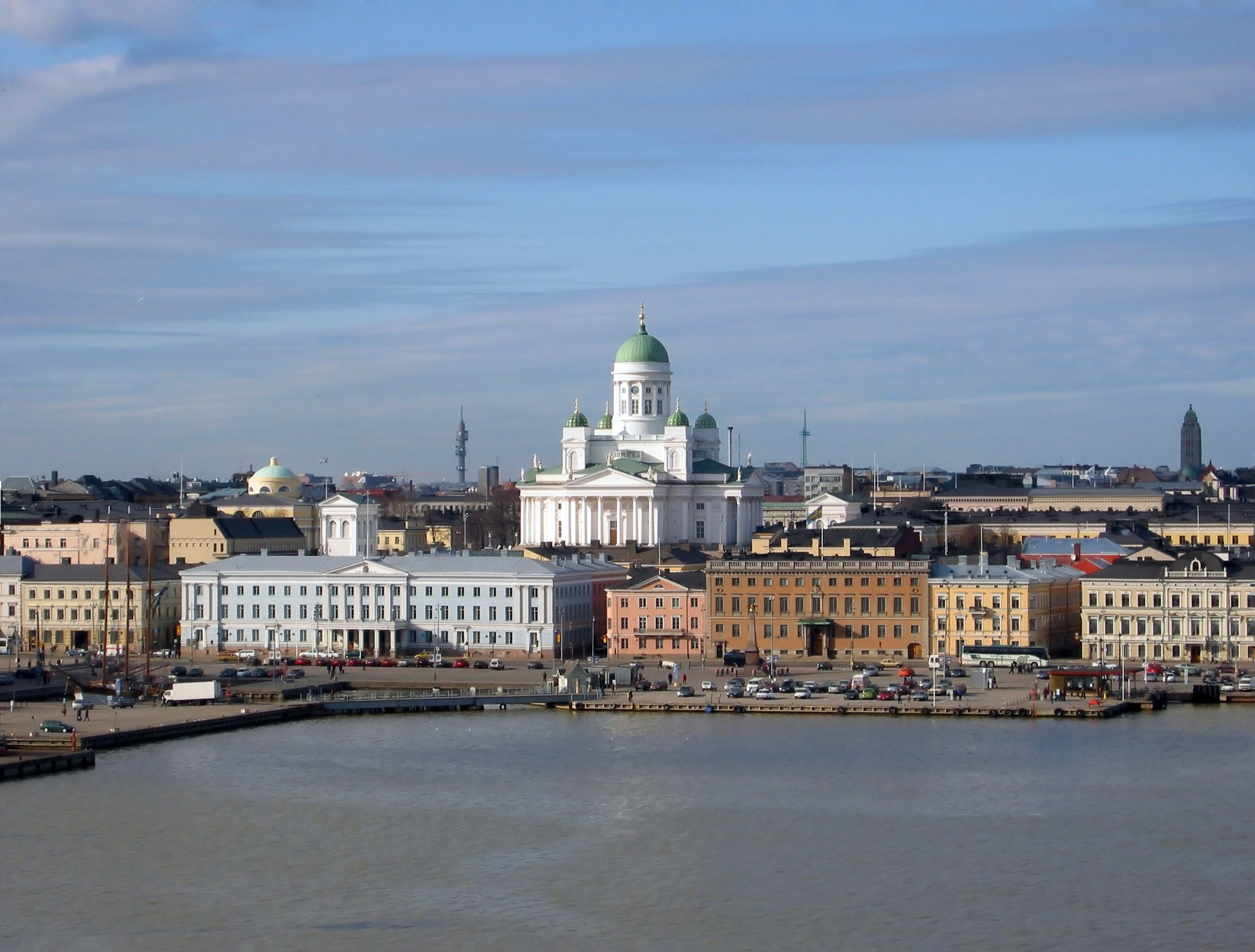
Vista de la bahía de la ciudad, con la Catedral de Helsinki al fondo.

Helsingfors es el nombre original de la moderna ciudad de Helsinki, y es todavía el nombre oficial en sueco. De cualquier modo, el nombre finlandés, Helsinki (pronunciado con el acento en la primera sílaba: ['helsiŋki]), ha sido el nombre dominante de la ciudad en otros idiomas durante décadas. El nombre sueco de Helsingfors proviene del nombre de la parroquia circundante, Helsinge (de donde también proviene el nombre finlandés Helsinki) y de los rápidos (fors en sueco) que fluían a través del lugar donde Helsinki fue fundada, al norte de la ciudad. Se cree que el nombre Helsinge, de acuerdo al folclore, tiene su origen en los primeros colonos suecos que venían de la provincia de Hälsingland. A la ciudad también se la llama Stadi en la jerga local, proveniente del sueco "ciudad" y Hesa, que es una abreviatura del nombre.
En documentos oficiales del gobierno y en periódicos finlandeses se ha usado el nombre Helsinki desde 1819, cuando el Senado de Finlandia trasladó su sede de Turku a Helsinki.
En ruso se la conocía como Gelsingfors, como parte del Gran Ducado de Finlandia dentro del Imperio ruso.

## Historia

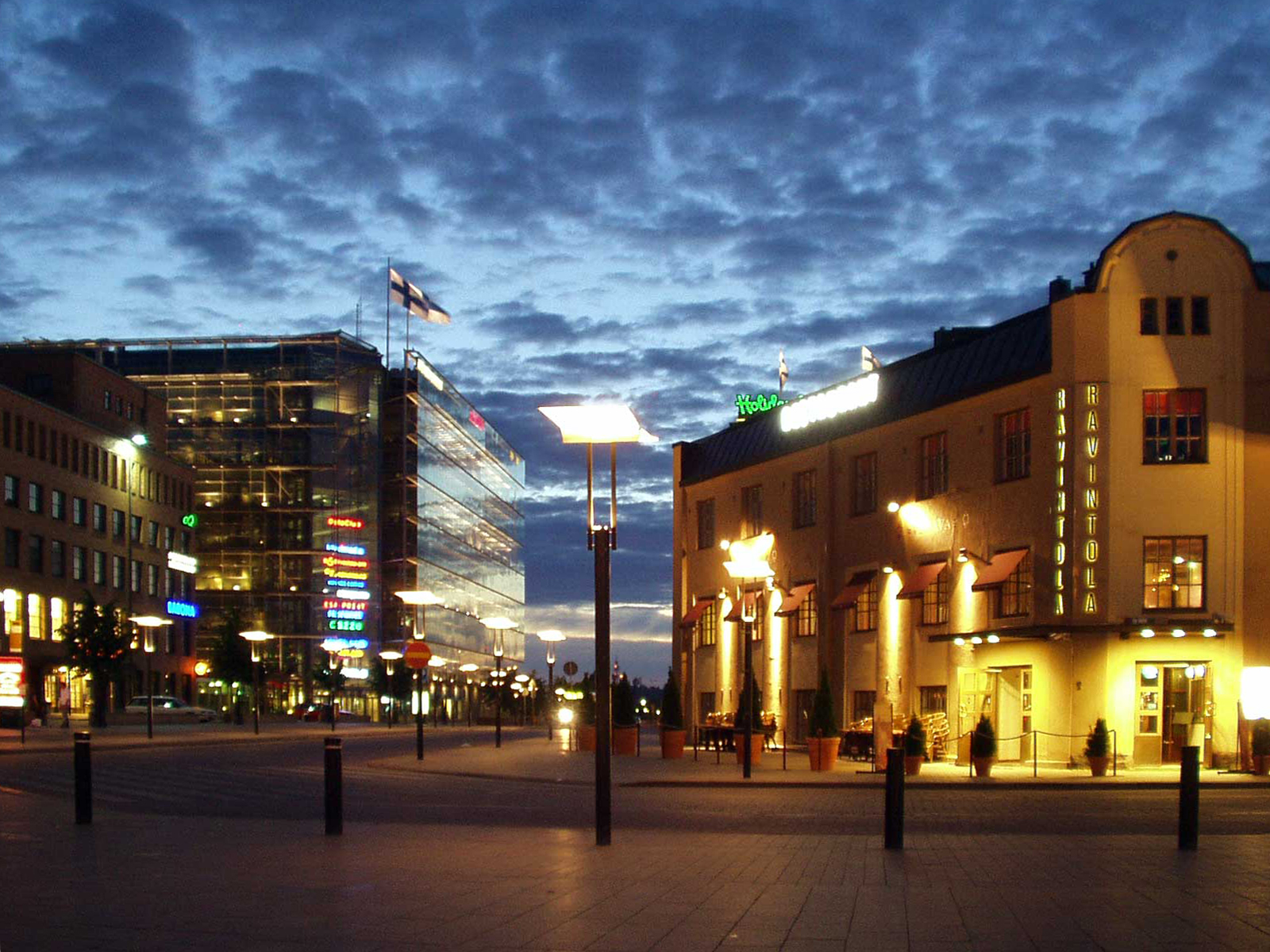
Vista de la ciudad de Helsinki en el verano.

### Historia temprana
En la Edad del Hierro, la zona que hoy ocupa Helsinki estaba habitada por la tribu de los tavastianos. Allí se dedicaban a la pesca y la caza, aunque debido a la ausencia de vestigios arqueológicos es difícil determinar la extensión de esos primeros asentamientos. Un análisis polínico ha mostrado que hubo cultivos en la zona desde el siglo X. Además, hay registros del siglo XIV que ya describen esos asentamientos tavastianos.
Los suecos colonizaron la costa de la región de Helsinki a finales del siglo XIII, después de la exitosa Segunda Cruzada contra Finlandia, que llevó a la derrota de los tavastianos.

### Fundación
Helsinki se fundó en 1550, como una «rival» de la hanseática ciudad de Reval —hoy en día conocida como Tallin, capital de Estonia— por el rey Gustavo I de Suecia. El primer poblado estaba plagado de pobreza, guerras y enfermedades. Durante un largo periodo, permaneció como un pueblo costero poco importante, opacado por los centros comerciales más importantes del mar Báltico. La construcción de la fortaleza portuaria de Sveaborg (hoy en día conocida como Suomenlinna, literalmente Fortaleza de Finlandia) hizo crecer el estatus de la ciudad, pero no fue sino hasta que Rusia venció a Suecia en la Guerra finlandesa y se anexó a Finlandia como el Gran Ducado de Finlandia, cuando Helsinki verdaderamente comenzó a cambiar.

### SigloXIX: traslado de la capital
Para ayudar a reducir la influencia sueca, el zar Alejandro I de Rusia movió la capital de Finlandia de la ciudad de Turku (también conocida como Åbo) a Helsinki. Además, en 1827, un gran incendio devastó la mayor parte de Turku, tras lo cual se decidió trasladar también la Academia de Åbo, la única universidad del país, y con el tiempo se convirtió en la Universidad de Helsinki. Estos cambios consolidaron a la ciudad en una función completamente nueva, y durante las siguientes décadas se vio un crecimiento y desarrollo sin precedentes en Helsinki, creando los requisitos para el nacimiento de una ciudad capital de clase mundial en el siglo XX. Estas transformaciones se pueden admirar sobre todo en el centro histórico de Helsinki, el cual fue reconstruido en un estilo neoclásico para hacerlo parecerse al de San Petersburgo. Y como en otros lugares, los avances tecnológicos como la industrialización y el ferrocarril fueron un factor clave para el crecimiento.

### SigloXX
En la guerra civil finlandesa de 1918, la mayor parte de Helsinki cayó en manos de la Guardia Roja junto con el resto del sureste de Finlandia, tras un breve periodo de lucha en enero. El Senado fue reubicado en la ciudad de Vaasa, aunque algunos funcionarios y senadores permanecieron escondidos en la capital. Después de que el curso de la guerra cambiara en contra de la Guardia Roja, las tropas alemanas, que luchaban del lado de la Guardia Blanca Finlandesa, recuperaron Helsinki en abril. Al contrario que Tampere, Helsinki sufrió relativamente pocos daños durante la guerra. Después de la victoria de las Tropas Blancas muchos soldados y colaboradores de la Guardia Roja fueron confinados en prisiones a lo largo de todo el país, siendo la más grande de ellas —con capacidad para aproximadamente 13 300 prisioneros— la antigua fortaleza naval de la isla de Suomenlinna en Helsinki. 
Aunque la guerra civil dejó una considerable marca en la sociedad, la calidad de vida en el país y en la ciudad comenzó a incrementarse durante la década siguiente. Arquitectos de renombre, como Eliel Saarinen, crearon planes utópicos para la ciudad, pero nunca fueron realizados en su totalidad.
En los bombardeos aéreos de la Guerra de Invierno (1939-1940) y la Guerra de Continuación (1941-1944) Helsinki fue atacada por las fuerzas soviéticas. Los mayores ataques tuvieron lugar en la primavera de 1944, cuando más de mil aviones de combate soviéticos lanzaron más de 16 000 bombas en los alrededores de la ciudad. De cualquier modo, gracias a la exitosa defensa aérea, la ciudad se libró de una destrucción a gran escala que otras ciudades de Europa sufrieron bajo bombardeos de escala similar. Pocas bombas alcanzaron áreas pobladas.
Aunque gran parte de la primera mitad del siglo XX fue un periodo violento en Helsinki, la ciudad continuó creciendo y desarrollándose. La urbanización moderna de la posguerra en la década de los 1970, la cual ocurrió relativamente tarde dentro del contexto europeo, triplicó la población del área metropolitana, haciendo el área metropolitana de Helsinki una de las de más rápido crecimiento en la Unión Europea durante la década de los 1990.

## Geografía

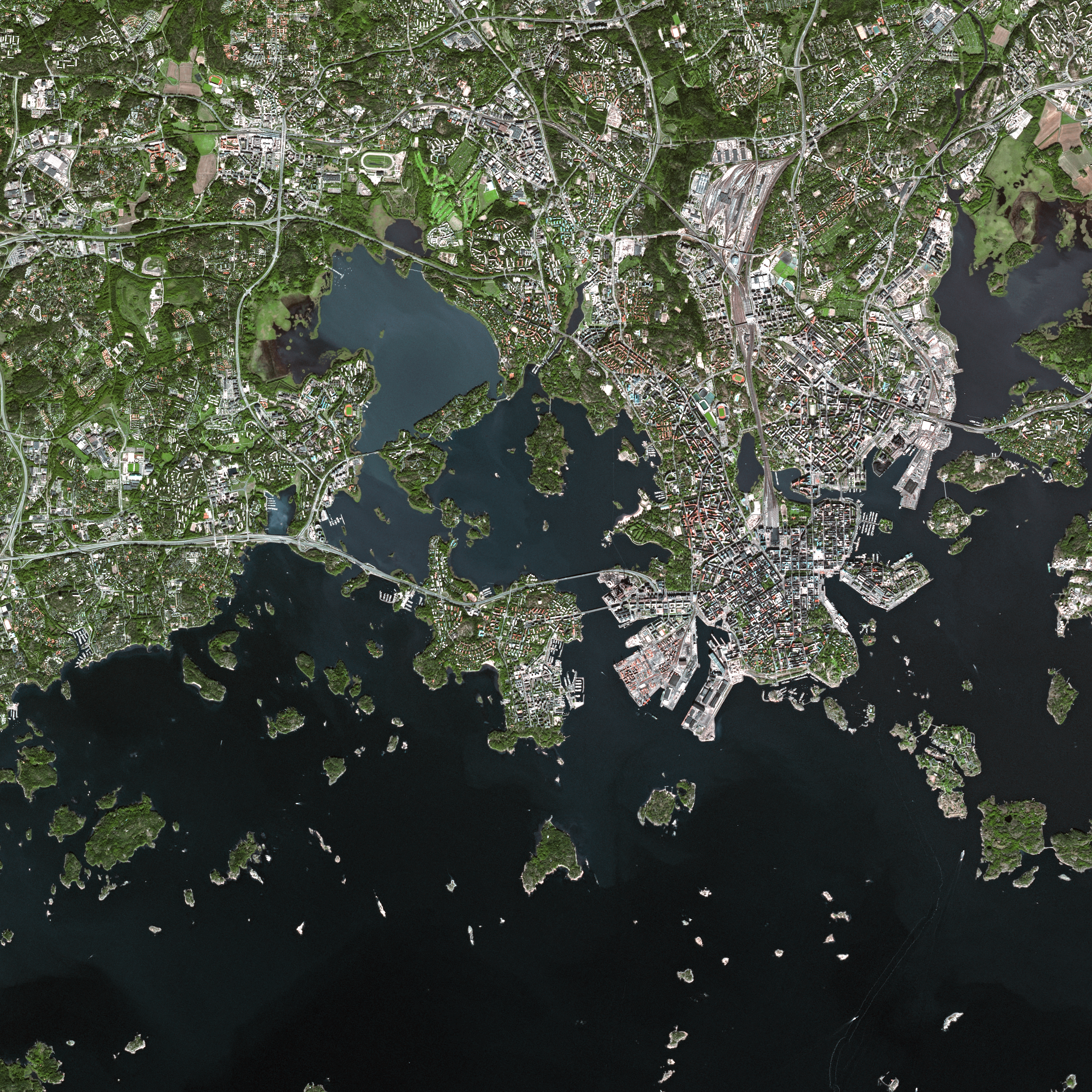
Partes de Helsinki y Espoo vistas desde el satélite SPOT.

Helsinki se extiende a través de una serie de bahías, islas y penínsulas. La zona centro de la ciudad ocupa una península del sur, a la que rara vez se hace referencia por su nombre real Vironniemi.
La densidad de población en ciertas partes de la zona centro de la ciudad de Helsinki es muy alta, alcanzando los 16.494 habitantes por kilómetro cuadrado en el barrio de Kallio, pero como la densidad de población de la ciudad es de 3.050 habitantes por km², se clasifica como muy baja en comparación con otras capitales europeas.
La mayor parte de Helsinki fuera del centro urbano se compone de suburbios creados en la posguerra, separados entre sí por zonas de bosque. El parque central de Helsinki es un área de diez kilómetros de largo que se extiende desde el centro hasta el lado norte de la ciudad y es una importante área de recreo para los residentes.

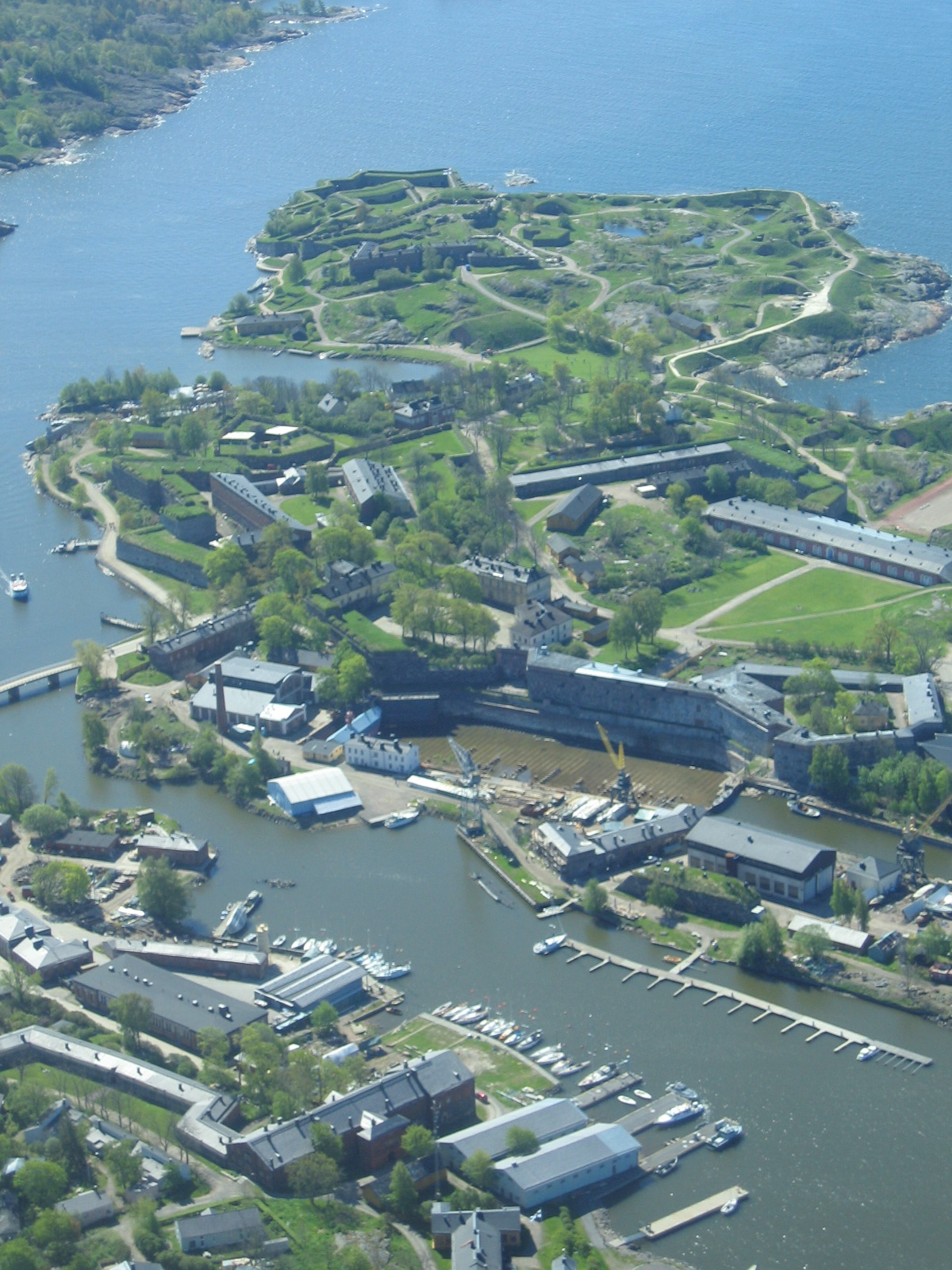
Vista aérea de la isla fortaleza de Suomenlinna (Sveaborg) en Helsinki.

Las islas principales en Helsinki incluyen Seurasaari, Lauttasaari y Korkeasaari. Otras islas importantes son la isla fortaleza de Suomenlinna (Sveaborg) y la isla militar de Santahamina. La isla de Pihlajasaari es un lugar de veraneo, muy comparable a Fire Island de Nueva York.

### Clima
Helsinki tiene un clima continental húmedo. Debido a la influencia de la mitigación del mar Báltico y la corriente del Golfo, las temperaturas en invierno son mucho más altas que en otros lugares del mundo de la misma latitud, con un promedio en enero y febrero alrededor de -4 °C. Las temperaturas por debajo de -20 °C se producen normalmente una o dos semanas al año. Sin embargo, debido a la latitud, los días duran menos de seis horas alrededor del solsticio de invierno. Por el contrario, Helsinki goza de largos días de verano, cerca de diecinueve horas alrededor del solsticio de verano. La temperatura máxima promedio entre junio y agosto es de entre 19 a 21 °C. Debido al efecto del mar, especialmente en verano, las temperaturas diarias son más frías y las nocturnas son más altas que en zonas más alejadas del continente. Tan cerca como en Vantaa, el clima es sorprendentemente mucho más continental, con veranos cálidos e inviernos más fríos. La temperatura más alta registrada en el centro de la ciudad fue de 33.2 °C el 28 de julio de 2010 y la más baja de -34.3 °C el 10 de enero de 1987.
| Parámetros climáticos promedio de Helsinki Centro (Kaisaniemi), normales 1991–2020, extremos 1900–presente | Parámetros climáticos promedio de Helsinki Centro (Kaisaniemi), normales 1991–2020, extremos 1900–presente | Parámetros climáticos promedio de Helsinki Centro (Kaisaniemi), normales 1991–2020, extremos 1900–presente | Parámetros climáticos promedio de Helsinki Centro (Kaisaniemi), normales 1991–2020, extremos 1900–presente | Parámetros climáticos promedio de Helsinki Centro (Kaisaniemi), normales 1991–2020, extremos 1900–presente | Parámetros climáticos promedio de Helsinki Centro (Kaisaniemi), normales 1991–2020, extremos 1900–presente | Parámetros climáticos promedio de Helsinki Centro (Kaisaniemi), normales 1991–2020, extremos 1900–presente | Parámetros climáticos promedio de Helsinki Centro (Kaisaniemi), normales 1991–2020, extremos 1900–presente | Parámetros climáticos promedio de Helsinki Centro (Kaisaniemi), normales 1991–2020, extremos 1900–presente | Parámetros climáticos promedio de Helsinki Centro (Kaisaniemi), normales 1991–2020, extremos 1900–presente | Parámetros climáticos promedio de Helsinki Centro (Kaisaniemi), normales 1991–2020, extremos 1900–presente | Parámetros climáticos promedio de Helsinki Centro (Kaisaniemi), normales 1991–2020, extremos 1900–presente | Parámetros climáticos promedio de Helsinki Centro (Kaisaniemi), normales 1991–2020, extremos 1900–presente | Parámetros climáticos promedio de Helsinki Centro (Kaisaniemi), normales 1991–2020, extremos 1900–presente |
| Mes | Ene. | Feb. | Mar. | Abr. | May. | Jun. | Jul. | Ago. | Sep. | Oct. | Nov. | Dic. | Anual |
| --- | --- | --- | --- | --- | --- | --- | --- | --- | --- | --- | --- | --- | --- |
| Temp. máx. abs. (°C)                                                                                       | 8.5 | 10.3 | 15.1 | 21.9 | 27.6 | 31.7 | 33.2 | 31.2 | 26.2 | 17.6 | 14.3 | 10.5 | 33.2 |
| Temp. máx. media (°C)                                                                                      | −0.7 | −1.3 | 2.3 | 8.1 | 14.6 | 18.8 | 21.9 | 20.5 | 15.4 | 9.2 | 4.4 | 1.4 | 9.6 |
| Temp. media (°C)                                                                                           | −3.1 | −3.8 | −0.7 | 4.4 | 10.4 | 14.9 | 18.1 | 16.9 | 12.3 | 6.6 | 2.4 | −0.7 | 6.5 |
| Temp. mín. media (°C)                                                                                      | −5.6 | −6.3 | −3.6 | 1.1 | 6.4 | 11.2 | 14.5 | 13.5 | 9.3 | 4.2 | 0.4 | −2.9 | 3.5 |
| Temp. mín. abs. (°C)                                                                                       | −34.3 | −31.5 | −24.5 | −16.3 | -4.8 | 0.7 | 5.4 | 2.8 | −4.5 | −11.6 | −18.6 | −29.5 | -34.3 |
| Precipitación total (mm)                                                                                   | 53 | 38 | 34 | 34 | 38 | 60 | 57 | 81 | 56 | 73 | 69 | 58 | 653 |
| Días de lluvias (≥ 0.1 mm)                                                                                 | 19 | 16 | 13 | 12 | 11 | 14 | 12 | 13 | 14 | 16 | 17 | 19 | 176 |
| Horas de sol                                                                                               | 37.2 | 70.6 | 139.5 | 195.0 | 285.2 | 297.0 | 291.4 | 238.7 | 150.0 | 93.0 | 36.0 | 27.9 | 1861.5 |
| Fuente: FMI, extremas                                                                                      | | | | | | | | | | | | | |

| Parámetros climáticos promedio de Aeropuerto de Helsinki-Vantaa (normales 1991–2020, extremos 1952–presente) | Parámetros climáticos promedio de Aeropuerto de Helsinki-Vantaa (normales 1991–2020, extremos 1952–presente) | Parámetros climáticos promedio de Aeropuerto de Helsinki-Vantaa (normales 1991–2020, extremos 1952–presente) | Parámetros climáticos promedio de Aeropuerto de Helsinki-Vantaa (normales 1991–2020, extremos 1952–presente) | Parámetros climáticos promedio de Aeropuerto de Helsinki-Vantaa (normales 1991–2020, extremos 1952–presente) | Parámetros climáticos promedio de Aeropuerto de Helsinki-Vantaa (normales 1991–2020, extremos 1952–presente) | Parámetros climáticos promedio de Aeropuerto de Helsinki-Vantaa (normales 1991–2020, extremos 1952–presente) | Parámetros climáticos promedio de Aeropuerto de Helsinki-Vantaa (normales 1991–2020, extremos 1952–presente) | Parámetros climáticos promedio de Aeropuerto de Helsinki-Vantaa (normales 1991–2020, extremos 1952–presente) | Parámetros climáticos promedio de Aeropuerto de Helsinki-Vantaa (normales 1991–2020, extremos 1952–presente) | Parámetros climáticos promedio de Aeropuerto de Helsinki-Vantaa (normales 1991–2020, extremos 1952–presente) | Parámetros climáticos promedio de Aeropuerto de Helsinki-Vantaa (normales 1991–2020, extremos 1952–presente) | Parámetros climáticos promedio de Aeropuerto de Helsinki-Vantaa (normales 1991–2020, extremos 1952–presente) | Parámetros climáticos promedio de Aeropuerto de Helsinki-Vantaa (normales 1991–2020, extremos 1952–presente) |
| Mes | Ene. | Feb. | Mar. | Abr. | May. | Jun. | Jul. | Ago. | Sep. | Oct. | Nov. | Dic. | Anual |
| --- | --- | --- | --- | --- | --- | --- | --- | --- | --- | --- | --- | --- | --- |
| Temp. máx. abs. (°C)                                                                                         | 8.2 | 10.0 | 17.5 | 24.0 | 29.6 | 31.4 | 33.7 | 31.5 | 27.7 | 18.2 | 13.4 | 10.8 | 33.7 |
| Temp. máx. media (°C)                                                                                        | −1.8 | −2 | 2.2 | 9.1 | 16.0 | 20.1 | 23.0 | 21.2 | 15.7 | 8.6 | 3.4 | 0.4 | 9.7 |
| Temp. media (°C)                                                                                             | −4.3 | −4.9 | −1.4 | 4.5 | 10.9 | 15.3 | 18.3 | 16.6 | 11.6 | 5.8 | 1.4 | −1.9 | 6.0 |
| Temp. mín. media (°C)                                                                                        | -7.1 | -7.9 | −5 | 0.1 | 5.3 | 10.2 | 13.3 | 12.0 | 7.7 | 2.8 | −1 | −4.4 | 2.2 |
| Temp. mín. abs. (°C)                                                                                         | −35.9 | −33.3 | −27.2 | −16.9 | −5.6 | −0.6 | 3.7 | 0.4 | −7.3 | −14.5 | −20.8 | −32.3 | -35.9 |
| Precipitación total (mm)                                                                                     | 54 | 41 | 34 | 36 | 39 | 64 | 64 | 78 | 62 | 79 | 70 | 62 | 683 |
| Días de lluvias (≥ 0.1 mm)                                                                                   | 24 | 21 | 16 | 12 | 12 | 14 | 13 | 15 | 15 | 18 | 21 | 24 | 205 |
| Horas de sol                                                                                                 | 38 | 74 | 131 | 196 | 275 | 266 | 291 | 219 | 143 | 84 | 37 | 26 | 1780 |
| Fuente: FMI,extremas                                                                                         | | | | | | | | | | | | | |

## Economía

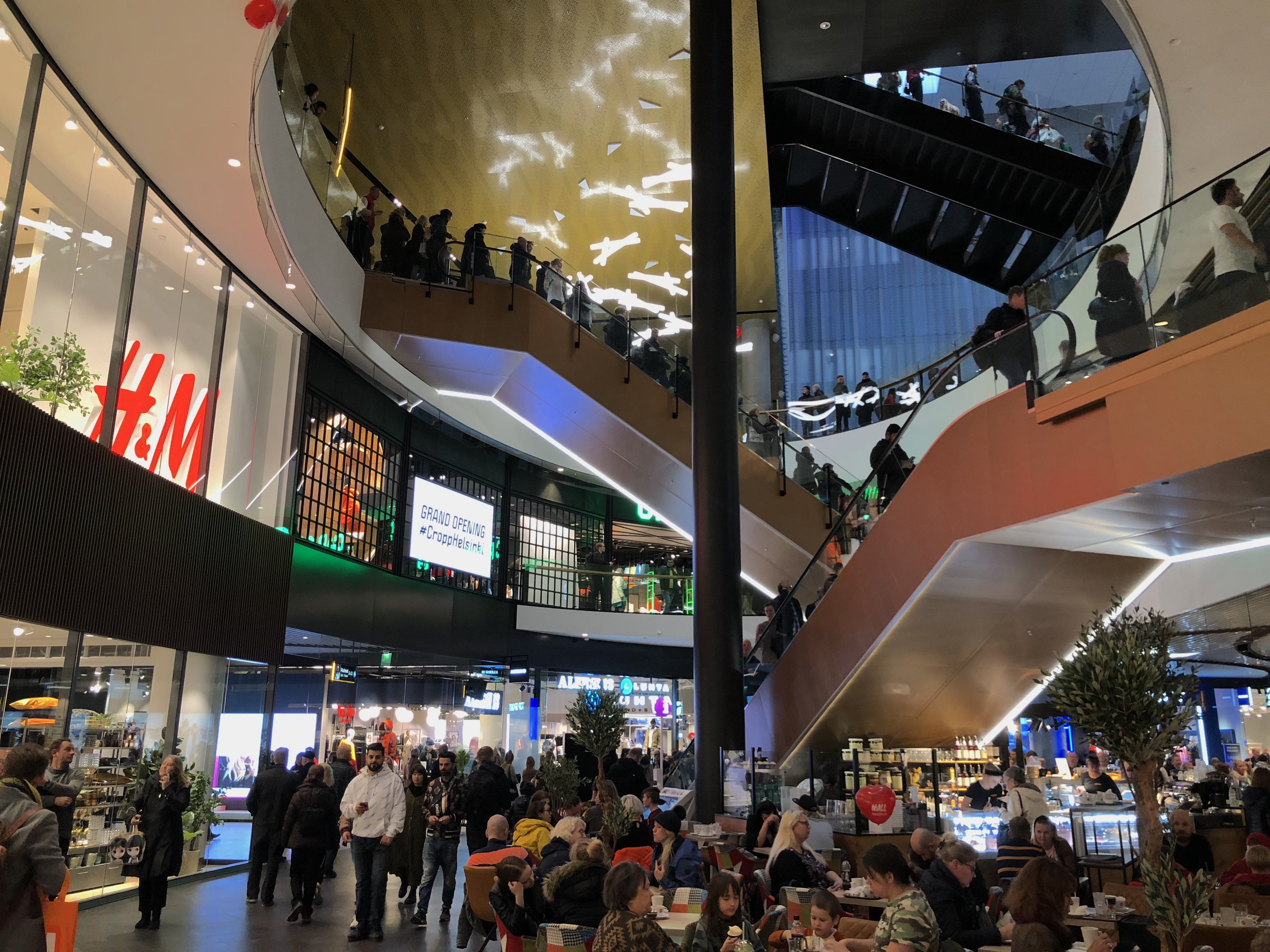
En términos de unidades alquilables totales, Mall of Tripla del Helsinki es el centro comercial más grande del norte de Europa.

La economía de Helsinki se basa principalmente en el campo de los servicios, que ha ido desplazando gradualmente a la industria pesada. La mayoría de las grandes compañías finlandesas tienen sus cuarteles generales en el área metropolitana de la ciudad, a causa de las conexiones internacionales, redes logísticas y disponibilidad de fuerza de trabajo. Los sectores de las tecnologías de la información y del financiamiento componen la columna vertebral de la economía de Helsinki.
El área metropolitana de Helsinki contribuye aproximadamente con un tercio del producto nacional bruto de Finlandia. Su PNB per cápita es 1.5 veces más alto que el promedio nacional, convirtiendo a Helsinki en una de las capitales más opulentas de Europa.
Helsinki también es sede de la Bolsa de Helsinki, la principal institución bursátil del país.

## Demografía

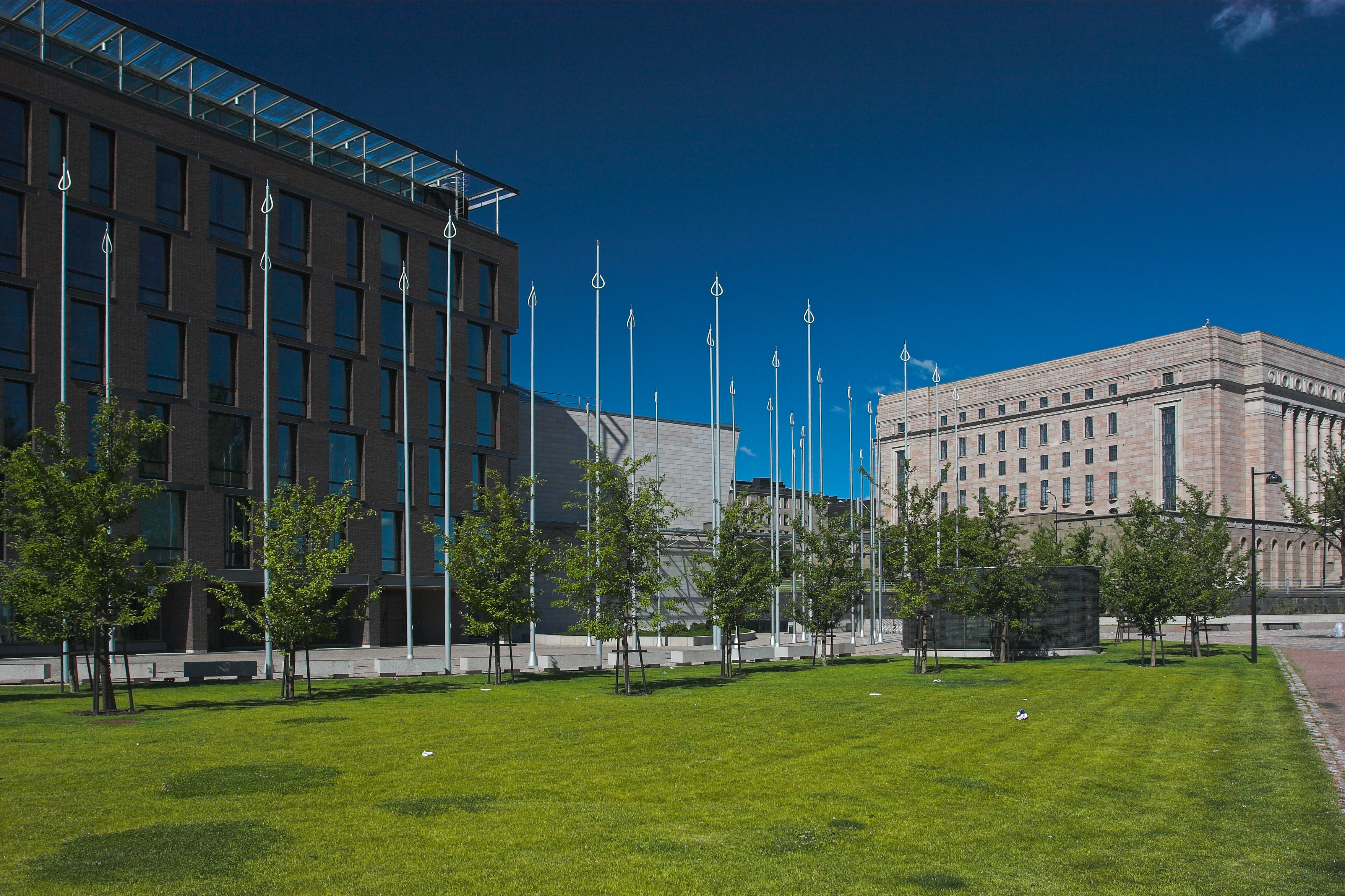
Parlamento de Finlandia a la derecha y la nueva sede a la izquierda.

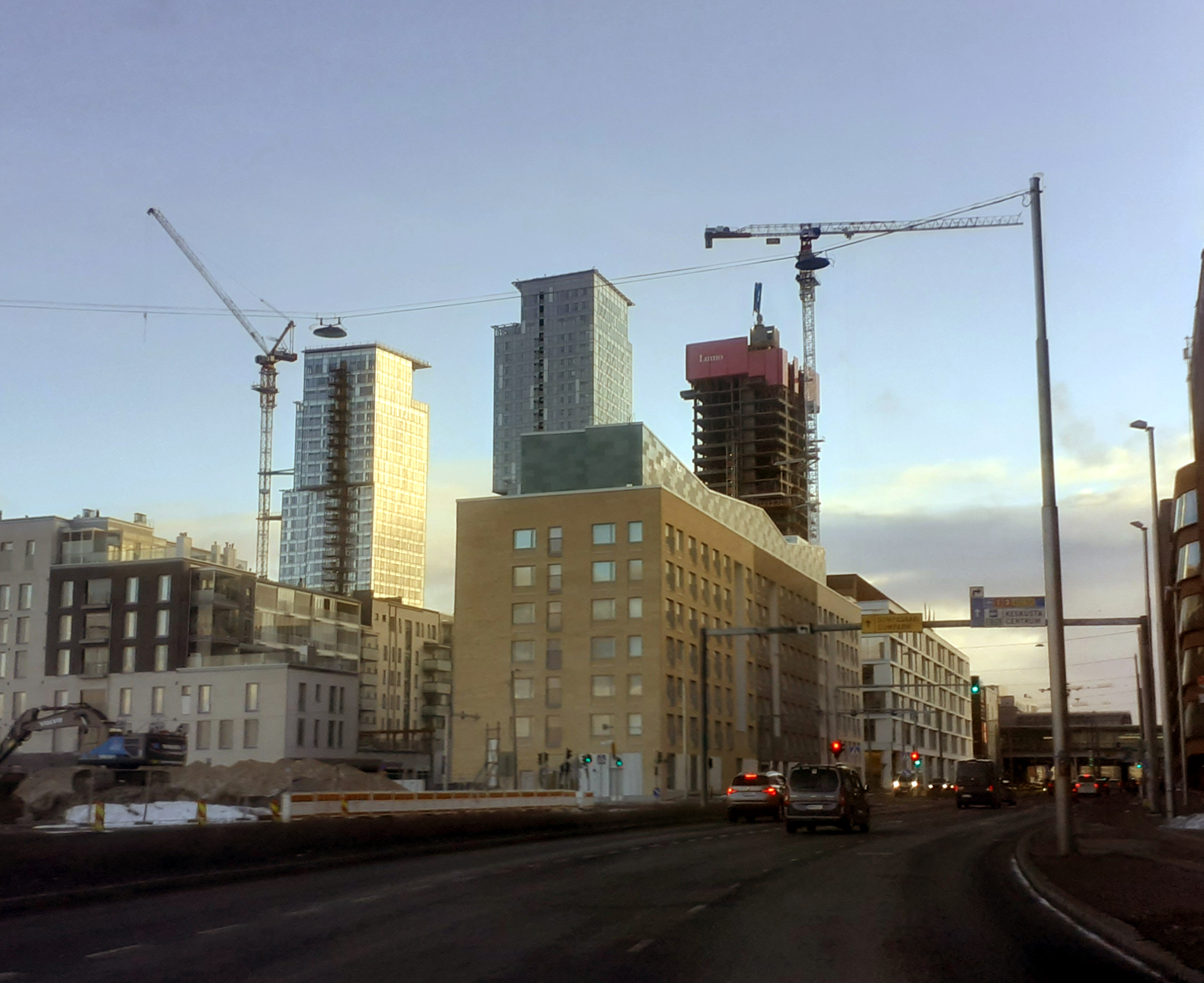
Distrito de Kalasatama en Helsinki.

La Catedral Luterana de Helsinki, un verdadero símbolo en la ciudad y los países nórdicos.

Helsinki ha experimentado un fuerte crecimiento desde la década de 1810 cuando sustituyó a Turku como capital del Gran Ducado de Finlandia, que más tarde se convirtió en la República de Finlandia. La ciudad continuó mostrando un fuerte crecimiento a partir de entonces, con la excepción del período de la guerra civil finlandesa. Desde el final de la Segunda Guerra Mundial hasta la década de 1970 se produjo un éxodo masivo de personas del campo a las ciudades de Finlandia, en particular a Helsinki. Entre 1944 y 1969 la población de la ciudad casi se duplicó de 275 000 a 525 600.
En la década de 1960, el crecimiento de la población comenzó a disminuir debido principalmente a la falta de vivienda. Muchos de los residentes comenzaron a moverse a la vecina Espoo y Vantaa, donde el crecimiento demográfico desde entonces se ha disparado. La población de Espoo se multiplicó por nueve en sesenta años, de 22 874 habitantes en 1950 a 244 353 en 2009. Vantaa ha visto un cambio aún más dramático en el mismo lapso de tiempo, de 14 976 en 1950 a 197 663 en 2009. Estos aumentos dramáticos empujaron a los municipios de Helsinki a una mayor cooperación en áreas tales como el transporte público y la gestión de residuos. La creciente escasez de vivienda y el alto costo de vida en el área metropolitana de Helsinki han empujado a muchos viajeros diarios a encontrar una vivienda en zonas rurales o en ciudades como Lohja (50 kilómetros al noroeste), Hämeenlinna y Lahti (ambas a 100 kilómetros) y Porvoo (50 kilómetros al este).

## Educación superior
La educación superior de Helsinki se imparte en ocho universidades y cuatro politécnicos.

### Universidades
- Universidad de Helsinki
- Universidad Politécnica de Helsinki (realmente se localiza en Espoo)
- Escuela Superior de Ciencias Económicas y Empresariales de Helsinki
- Escuela Superior Sueca de Ciencias Económicas y Empresariales
- Academia de Bellas Artes
- Academia Sibelius
- Academia de Teatro
- Universidad de Arte y Diseño
- Colegio Nacional Militar (no necesariamente considerado una universidad)

### Politécnicos
- Politécnico de Helsinki Stadia
- Politécnico de Helsinki Arcada
- Politécnico de Negocios de Helsinki

## Política

Localización del municipio de Helsinki.

Helsinki es el centro de la política del país donde se encuentran el Parlamento de Finlandia (Eduskunta), el palacio del presidente de Finlandia y también su residencia oficial, Mäntyniemi. Además, en la ciudad se sitúan la mayoría de localidades de los ministerios finlandeses, varias otras instituciones y lugares de significado nacional, así como las embajadas de otros países.

### Política municipal
El consejo municipal de Helsinki es el órgano decisivo más alto en la política local, y está compuesto por un total de 85 escaños. El alcalde de la ciudad es elegido por el consejo. Tradicionalmente, el conservador partido de Coalición Nacional (Kokoomus) ha sido el más grande del concejo de la ciudad, y el Partido Socialdemócrata de Finlandia (SDP) el segundo. En las elecciones de 2000 la Unión Verde (Vihreä liitto) sobrepasó a los socialdemócratas, pero en 2004 el orden volvió a ser el habitual.
Los tres partidos más grandes tienen el 75 % de los escaños en total. Después de ellos son la Unión de la Izquierda (Vasemmistoliitto) con 8 escaños y el Partido Popular Sueco (RKP) con 6. La popularidad del Partido Popular Sueco ha seguido decreciendo gradualmente, probablemente porque la proporción de gente suecohablante en Helsinki va disminuyendo (6,3 % en 2004).

## Transporte

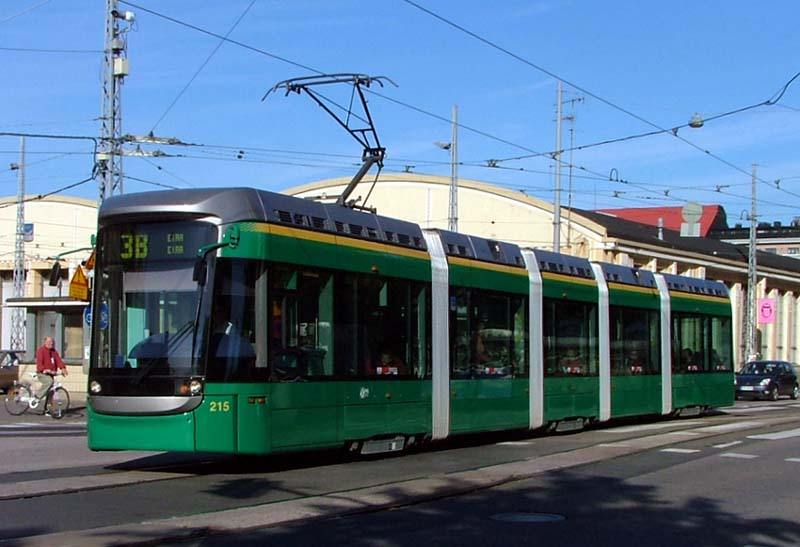
Moderno tranvía helsinguino

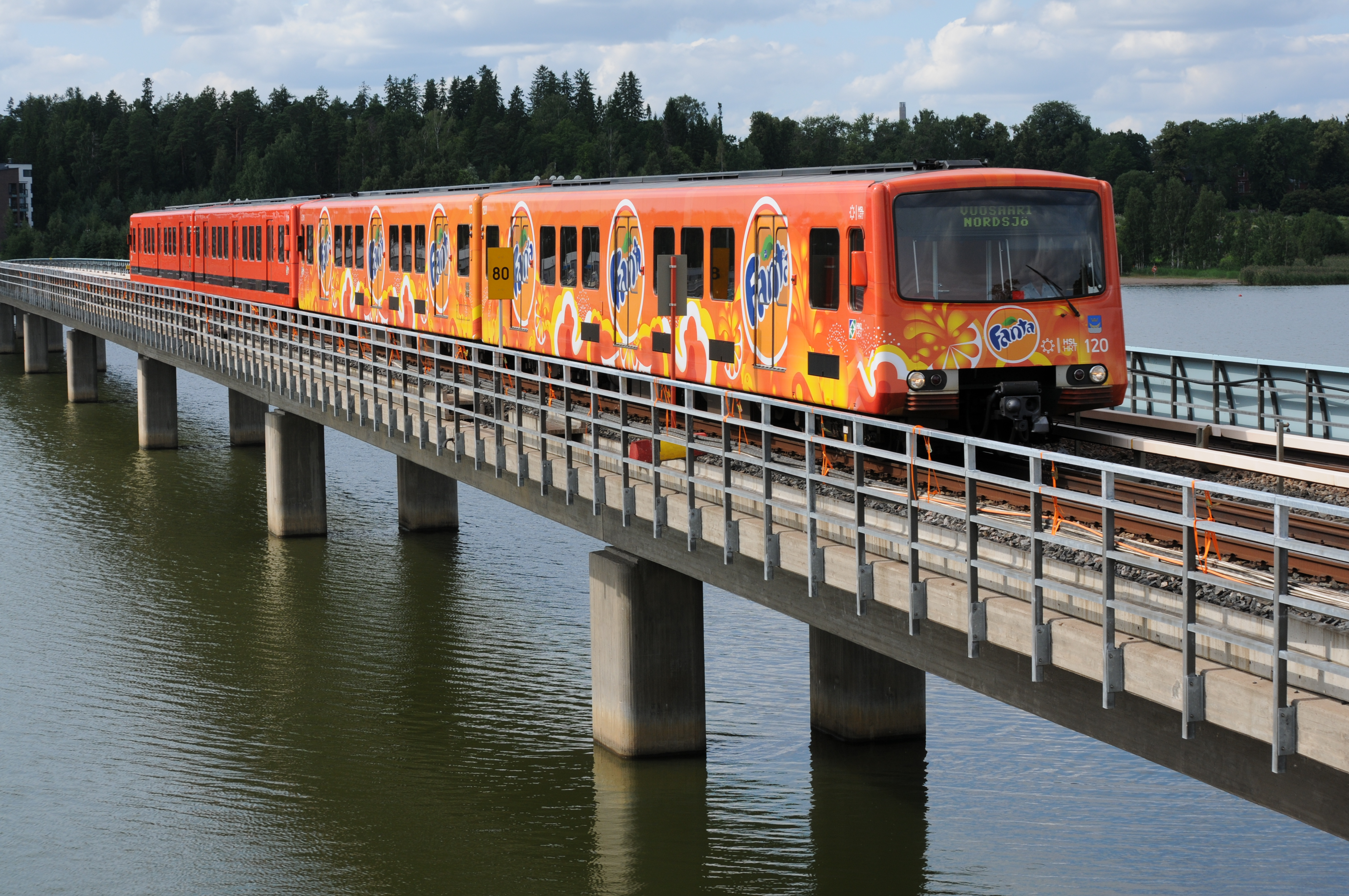
Tren de metro cruzando un puente en Helsinki del este

### Comunicaciones de Helsinki
De Helsinki hay rutas marítimas a varios lugares como Estocolmo, San Petersburgo, Tallin y Rostock. El aeropuerto de Helsinki-Vantaa, situado a 19 km del centro de la ciudad, es el más importante del país con unos 13 millones de pasajeros anualmente y vuelos frecuentes a numerosos destinos en Europa y otras partes del mundo. Existe además un servicio de helicóptero a Tallin, que se promociona como "la conexión más rápida existente entre dos ciudades capitales". También hay conexiones de ferrocarril desde la Estación Central de Helsinki a San Petersburgo y Moscú en Rusia y a casi todas las ciudades grandes finlandesas, como Turku, Tampere, Oulu, Jyväskylä, Kuopio, Joensuu, Vaasa y Rovaniemi.

### Transportes públicos
Helsinki tiene un sistema de transportes públicos completo y muy popular. En los alrededores del centro de la ciudad hay unas diez líneas de tranvías. Una línea de metro conecta los barrios del este con el centro. También hay trenes regionales y líneas de autobuses que operan tanto entre la propia ciudad como a otros municipios del área metropolitana.

## Deportes

### Fútbol

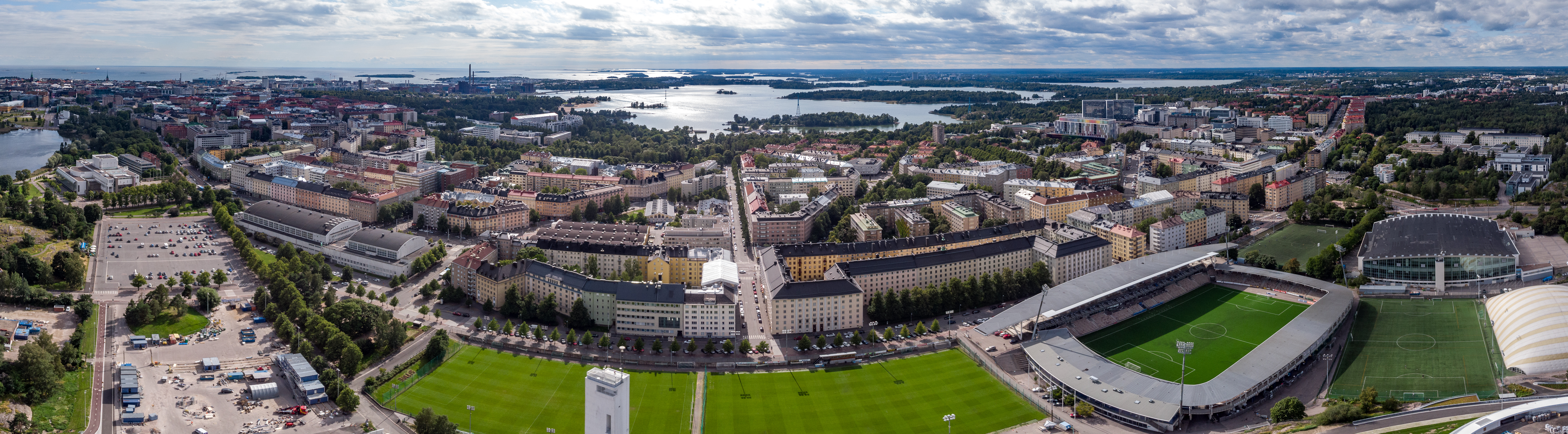
Estadio Sonera
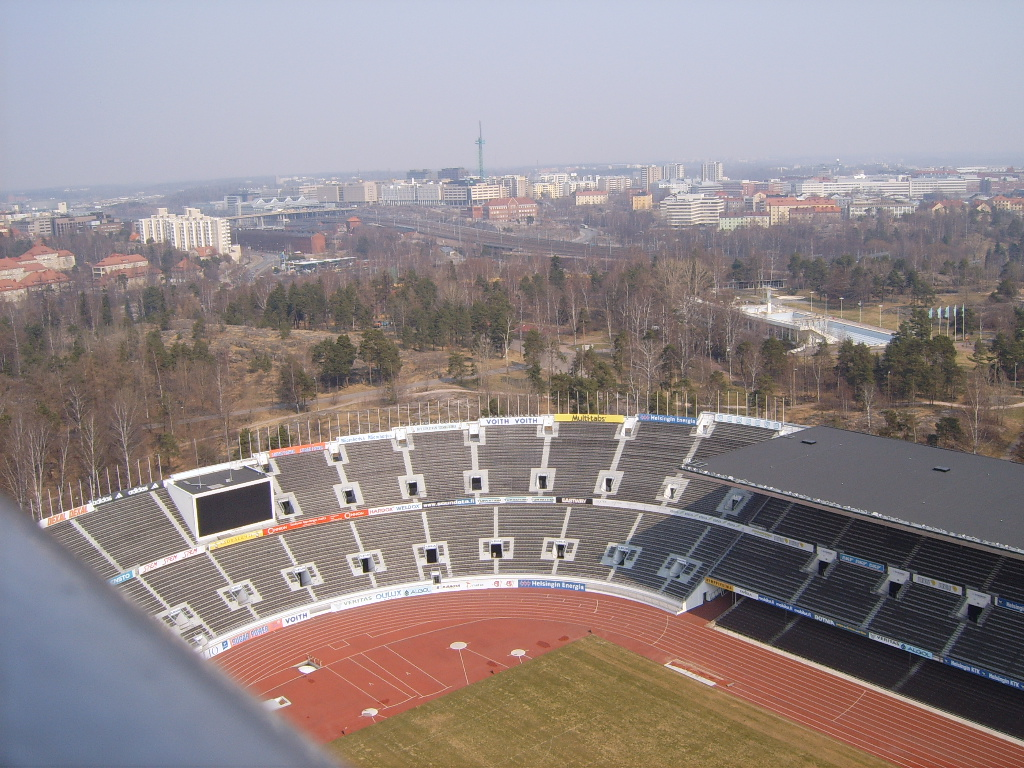
Estadio Olímpico de Helsinki

En este deporte se encuentra el HJK Helsinki y HIFK Helsinki juegan en el Estadio Sonera con capacidad para 10,770 espectadores, ambos compiten en la Veikkausliga, en la temporada 2020 el HJK Helsinki quedó campeón. Otros equipos son el IF Gnistan, que juega en el estadio Mustapekka Areena, con capacidad para 1.100 espectadores; y el otro el Klubi-04, que juega en segunda división y en el Estadio Sonera con capacidad para 10.770 espectadores. El Atlantis FC, el Käpa, el Kiffen y el HJS Akatemia juegan en tercera división.

### Juegos Olímpicos y otros eventos deportivos
Helsinki se eligió como sede para los Juegos Olímpicos de 1940, pero la Segunda Guerra Mundial los canceló. En vez de eso, Helsinki fue la sede de los Juegos Olímpicos de 1952. Los juegos olímpicos simbolizaron para Helsinki la recuperación luego de la Guerra de Invierno y la Guerra de Continuación contra los soviéticos.

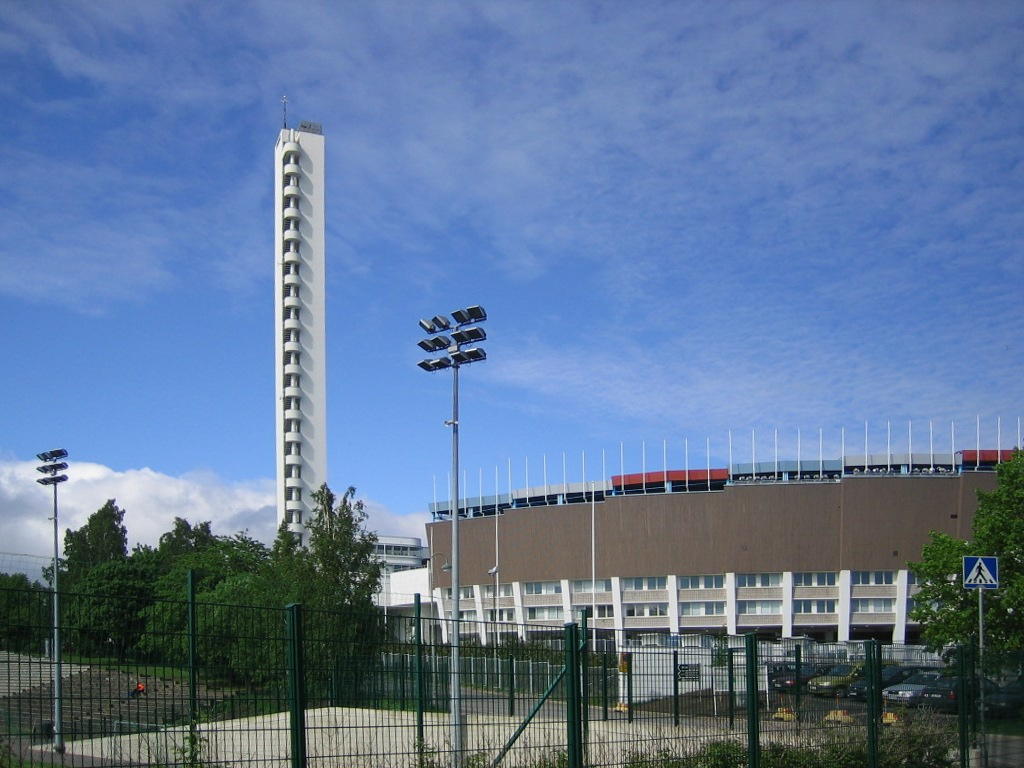
Estadio Olímpico de los Juegos Olímpicos de 1952 visto desde la torre Olímpica

Helsinki se convirtió en 1983 en la primera ciudad en todo el mundo en ser sede de un Campeonato del Mundo de Atletismo. Y también volvió a ser sede del mismo evento en 2005, convirtiéndose en la primera ciudad del mundo en organizar este evento dos veces.

### Clubes Deportivos
Helsinki es sede de numerosos equipos deportivos, de los que destacan:
- HJK Helsinki, uno de los principales clubes de fútbol en Finlandia.
- HIFK, el equipo de hockey sobre hielo más antiguo en la nación (fundado en 1897).
- Jokerit, uno de los equipos más populares de hockey sobre hielo en el país.

## Relaciones internacionales

### Ciudades hermanadas
- Pekín (China)
- Moscú (Rusia)
- Kiev (Ucrania)